# Clive Sinclair (scrittore)
Clive John Sinclair (Hendon, 19 febbraio 1948 – Londra, 5 marzo 2018) è stato uno scrittore britannico.

## Biografia
Nato il 19 febbraio 1948 a Hendon, ha studiato alla University of East Anglia e all'Università della California, Santa Cruz.
Nel 1973 ha esordito nella narrativa con il romanzo Bibliosexuality, mentre la sua prima raccolta di racconti, Cuori d'oro, è stata pubblicata nel 1979 e due anni dopo è stata insignita del Somerset Maugham Award.
Editore dal 1983 al 1987 del giornale ebraico The Jewish Chronicle, nel 1997 ha vinto il Premio Jewish Quarterly-Wingate con The Lady with the Laptop and Other Stories.
Membro della Royal Society of Literature dal 1983, è morto a Londra il 5 marzo 2018 a causa di un cancro.

## Opere principali

### Romanzi
- Bibliosexuality (1973)
- Blood Libels (1985)
- Cosmetic Effects (1989)
- Augustus Rex (1992)
- Meet the Wife (2002)
- Back Saddle Again (2007)
- Shylock Must Die (2018)

### Raccolte di racconti
- Cuori d'oro (Hearts of Gold, 1979), Milano, Feltrinelli, 1983 traduzione di Francesco Saba Sardi ISBN 88-07-04002-6.
- Bed Bugs (1982)
- For Good or Evil (1991)
- The Lady with the Laptop (1996)
- Death & Texas (2014)

### Saggi
- The Brothers Singer (1983)
- Diaspora Blues (1987)
- Ivor Abrahams (1994)
- Kidneys in the Mind (1996)
- A Soap Opera from Hell (1998)
- Samurai (2001)

## Premi e riconoscimenti
- Somerset Maugham Award: 1981 vincitore con Cuori d'oro
- Macmillan Silver Pen Award: 1997 vincitore con The Lady with the Laptop and Other Stories
- Premio Jewish Quarterly-Wingate: 1997 vincitore nella sezione "Narrativa" con The Lady with the Laptop and Other Stories